# Vokesimurex cabritii
Vokesimurex cabritii (nomeada, em inglês, Cabrit's murex; em francês, murex chevreau; na tradução para o português chevreau significando "cabrito") é uma espécie de molusco gastrópode marinho do gênero Vokesimurex, pertencente à família Muricidae da ordem Neogastropoda. Foi classificada por A. C. Bernardi em 1859; originalmente nomeada Murex cabritii (no gênero Murex) no texto "Description d'espèces nouvelles", publicado no Journal de Conchyliologie. 7(3): 301-303.; seu descritor específico sendo uma homenagem a "M. Cabrit, de Bourdeaux, dono de uma finíssima coleção de conchas onde se sobressai uma magnífica série de Murex". É nativa do oeste do oceano Atlântico, da Carolina do Norte à Flórida, no sudeste dos Estados Unidos, até golfo do México e no mar do Caribe, das Antilhas à Colômbia; considerada de procedência desconhecida por ocasião de sua descoberta para a ciência.

## Descrição da concha
Concha delicada e bem esculpida, de até quase 9 centímetros de comprimento quando bem desenvolvida, mas normalmente com dimensões de até 5 a 6 centímetros; de coloração amarelada ou alaranjada a rosada, apresentando espiral baixa e canal sifonal fino e destacado; suas varizes exibindo alguns espinhos curtos na espiral e na volta corporal, enquanto espinhos longos, em três fileiras, ocupam o seu canal sifonal, variando em número. Columela lisa e branca, aporcelanada. Lábio externo circular e dotado de grossos espinhos. Abertura dotada de opérculo córneo, de coloração avermelhada a amarelada.

## Habitat e uso
Vokesimurex cabritii ocorre em águas de profundidade de até 150 metros, na zona nerítica. É um item cobiçado entre os colecionadores, sendo que as encontradas nas praias ou em depósitos de conchas, após as tempestades, têm seus espinhos desgastados, enquanto que as dragadas ou capturadas em redes de camarão apresentam seus espinhos longos e pontiagudos.